# Parole di rabbia, pensieri d'amore
Parole di rabbia, pensieri d'amore è una raccolta del cantautore italiano Pierangelo Bertoli, pubblicata nel 2006.

## Descrizione
La raccolta è composta da tre CD che raccoglie 48 canzoni del cantautore italiano.
Il 23 marzo 2007 è uscita anche una versione in tiratura limitata in disco singolo, contenente una selezione dei 3 dischi.

## Tracce

### CD triplo
Disco 1
1. Adesso (inedito) - 4:15
2. A muso duro - 4:45
3. Certi momenti - 4:16
4. Acqua limpida - 3:30
5. Gli anni miei - 4:25
6. Bersagli mobili - 3:43
7. Caccia alla volpe - 5:19
8. Il centro del fiume - 4:50
9. Giulio - 3:47
10. Gente metropolitana - 3:32
11. Come eravamo - 3:36
12. Dal vero - 3:40
13. Susanna - 3:48
14. Eroi - 3:22
15. Dimmi - 4:35
16. E così nasce una canzone - 3:27

Disco 2
1. Eppure soffia - 2:41
2. Pescatore - 3:59
3. Fantasmi - 4:38
4. Chiama piano - 4:37
5. Cent'anni di meno - 3:56
6. Ballata sul percorso - 4:12
7. Non finirà - 2:58
8. I fiori che tu... - 3:21
9. I miei pensieri sono tutti lì - 4:56
10. Ninna nanna ai miei bimbi - 3:35
11. Il mio regalo - 4:52
12. Italia d'oro - 4:23
13. Rottami - 3:50
14. Navigatori - 4:16
15. Le solite cose - 3:53
16. Marisa ti sposa - 4:50

Disco 3
1. Spunta la luna dal monte - 3:57
2. Rosso colore - 6:29
3. La prima pioggia - 3:30
4. Non ti sveglierò - 2:58
5. Oracoli - 3:44
6. Passeggeri clandestini - 4:20
7. Per dirti t'amo - 3:23
8. Per te - 2:34
9. Valzer lento - 3:27
10. Ho bisogno di te Maria - 4:32
11. La faccia di Angela - 3:31
12. Sabato - 4:18
13. Se potesse bastare - 3:58
14. Se tu fossi libera - 4:11
15. Sere - 4:16
16. Delta - 3:44

### CD singolo
1. Pescatore - 3:59
2. Certi momenti - 4:16
3. Eppure soffia - 2:41
4. A muso duro - 4:45
5. Come eravamo - 3:36
6. Se potesse bastare - 3:58
7. Ballata sul percorso - 4:12
8. Cent'anni di meno - 3:56
9. Rosso colore - 6:29
10. Spunta la luna dal monte - 3:57
11. Italia d'oro - 4:23
12. Ninna nanna ai miei bimbi - 3:35
13. Gli anni miei - 4:25
14. Per te - 2:34
15. Non finirà - 2:58
16. Per dirti t'amo - 3:23